# Блондково
Блондково (пол. Błądkowo, нім. Plantikow) — село в Польщі, у гміні Добра Лобезького повіту Західнопоморського воєводства.
Населення — 164 особи (2011).

## Демографія
Демографічна структура станом на 31 березня 2011 року:
|          | Загалом | Допрацездатний вік | Працездатний вік | Постпрацездатний вік |
| -------- | ------- | ------------------ | ---------------- | -------------------- |
| Чоловіки | 87      | 18                 | 62               | 7                    |
| Жінки    | 77      | 10                 | 53               | 14                   |
| Разом    | 164     | 28                 | 115              | 21                   |